# 维特里城
维特里城（法語：Vitry-la-Ville，法語發音：[vitʁi la vil]）是法国马恩省的一个市镇，位于香槟沙隆和维特里勒弗朗索瓦之间，属于香槟沙隆区。

## 地理
维特里城（48°50'32"N, 4°27'31"E）面积9.24 平方千米，位于法国大東部大區马恩省，该省份为法国东北部内陆省份，北起阿登省，西北接埃纳省，西南接塞纳-马恩省，南至奥布省，东南接上马恩省，东临默兹省。
与维特里城接壤的市镇（或旧市镇、城区）包括：谢普拉普赖里、福-韦西尼厄勒、波尼、托尼欧伯夫。

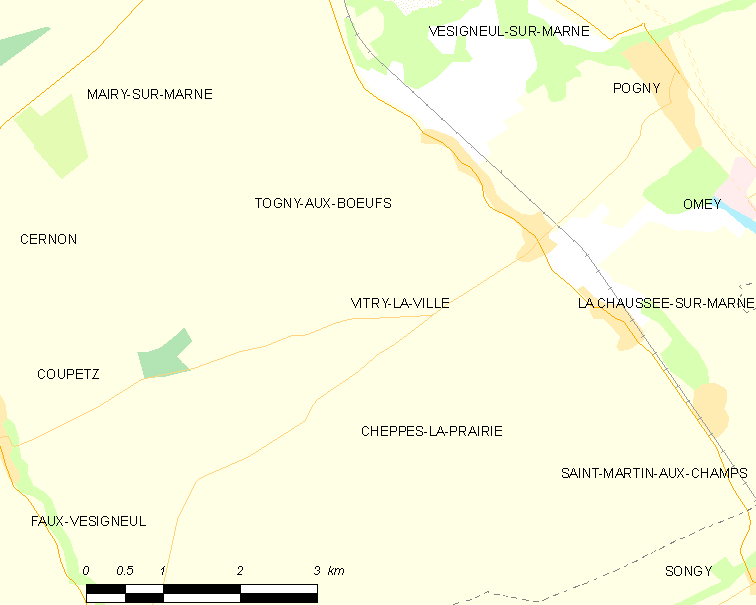
维特里城的OSM定位图

维特里城的时区为UTC+01:00、UTC+02:00（夏令时）。

## 行政
维特里城的邮政编码为51240，INSEE市镇编码为51648。

## 政治
维特里城所属的省级选区为香槟沙隆第三县。

## 人口

1962-2008年间维特里城人口变化图示

维特里城于2022年1月1日时的人口数量为368人。